# 銀色庭園
《你的银色庭院》（日语：／），直譯為「你的銀色庭院」，台灣壓制版翻譯為《銀色庭園》，為Kalafina樂曲，由梶浦由記作詞、作曲，是Kalafina的第14張單曲，在日本2013年11月6日由SME Records發售。

## 概要
本曲為動畫電影《劇場版 魔法少女小圓 [新編] 叛逆的物語》的片尾曲。為了令曲中表現的晓美焰的選擇變的曖昧不清，製作方需要用1個月以上的時間。
第2曲目《misterioso》也用為《劇場版 魔法少女小圓 [新編] 叛逆的物語》的插入曲。
獲選為NHK日本動畫100的「最佳動畫歌曲100」第78名。

## 音樂性
在此曲明確表現出童話形象的同時若隱若現的表現出當中痛苦，標題的「銀色庭園」表現出鹿目圓心中的理想世界。在此曲中有其獨唱部分的窪田啓子對於歌詞表示「帶出了破壞力、而且令聽到的人很大的衝擊」。在錄音過程中，政井光被指示在唱到「門被緊緊的閉上」的時候要以可怕的感覺唱出來。在收錄過程中曾經以可愛，強勢等不同腔調進行幾次錄音，在最後採用可愛腔調錄音的版本。

## 單曲釋出
2013年11月6日在日本由SME Records發售。約在Kalafina的前作單曲「哈利路亞」一個月後釋出。
販賣形式為初回生産限定盤A（SECL-1417/8）・初回生産限定盤B（SECL-1419/20）・通常盤（SECL-1421）・期間限定生産盤（SECL-1422）4種釋出類型、初回盤同捆DVD和Blu-ray Disk收錄了本曲的PV。
專輯內第二首曲目《misterioso》，是Keiko以在前作《劇場版 魔法少女小圓
［後篇］永遠的物語》的未來的位置上、以輕快，耀眼，充滿活力的感覺完成的。此曲標題的「misterioso」為義大利語「神秘的」的意思。

## 單曲收錄內容
| CD單曲   | CD單曲                                                                                         | CD單曲 |
| 曲序     | 曲目                                                                                           | 时长   |
| -------- | ---------------------------------------------------------------------------------------------- | ------ |
| 1.       | 君の銀の庭（華納兄弟電影配給給電影『劇場版 魔法少女まどか☆マギカ [新編] 叛逆の物語』之片尾曲） | 5:07   |
| 2.       | misterioso（華納兄弟電影配給給電影『劇場版 魔法少女まどか☆マギカ [新編] 叛逆の物語』之插入曲） | 4:02   |
| 3.       | 追憶                                                                                           | 4:37   |
| 4.       | 君の銀の庭 〜instrumental〜                                                                    | 5:06   |
| 总时长： | 总时长：                                                                                       | 18:52  |

| DVD（初回盤A）・BD（初回盤B） | DVD（初回盤A）・BD（初回盤B） |
| 曲序                          | 曲目                          |
| ----------------------------- | ----------------------------- |
| 1.                            | 君の銀の庭（Music Video）     |

## 銷量排行榜
| チャート（2013年）                     | 最高位 |
| -------------------------------------- | ------ |
| Oricon日榜                             | 3      |
| Billboard JAPAN Hot 100                | 6      |
| Billboard JAPAN Hot Singles Sales      | 3      |
| Billboard JAPAN Hot Animation          | 1      |
| サウンドスキャンジャパン（期間限定盤） | 5      |

## 出處
1. 1 2  . タワーレコード.   [2013-11-15]. （原始内容存档于2016-03-04）.
2. 1 2  . ORICON STYLE. オリコン.   [2013-11-15]. （原始内容存档于2013-12-07）.
3. ↑  リスアニ!，第29頁.
4. ↑  声優アニメディア (学研パブリッシング). 2013-11-09, (2013年12月号). 缺少或|title=为空 (帮助)
5. ↑  リスアニ!，第21頁.
6. 1 2  リスアニ!，第22頁.
7. ↑  リスアニ!，第23頁.
8. ↑  . Billboard JAPAN. 阪神コンテンツリンク.   [2013-11-15]. （原始内容存档于2014-10-19）.
9. ↑  . Billboard JAPAN. 阪神コンテンツリンク.   [2013-11-15]. （原始内容存档于2019-06-29）.
10. ↑  . Billboard JAPAN. 阪神コンテンツリンク.   [2013-11-15]. （原始内容存档于2017-09-21）.
11. ↑  . Phile-web. 音元出版.   [2013-11-15]. （原始内容存档于2017年9月28日）.

## 外部連結
- 日本索尼音樂娛樂之介紹頁(皆為日文)
  - 初回生産限定盤A （页面存档备份，存于）
  - 初回生産限定盤B （页面存档备份，存于）
  - 通常盤 （页面存档备份，存于）
  - 期間生産限定盤 （页面存档备份，存于）